# Barborka (schronisko w Wysokim Jesioniku)
Barborka – całoroczne schronisko turystyczne w paśmie górskim Wysokiego Jesionika (cz. Hrubý Jeseník), w północno-wschodnich Czechach, w Sudetach Wschodnich, w obrębie gminy Malá Morávka, położone na stoku góry Pradziad (cz. Praděd), na wysokości 1321 m n.p.m., oddalone o około 700 m na południe od jego szczytu, niedaleko drogi Ovčárenská silnice na trasie przełęcz Hvězda – Pradziad.

## Historia schroniska

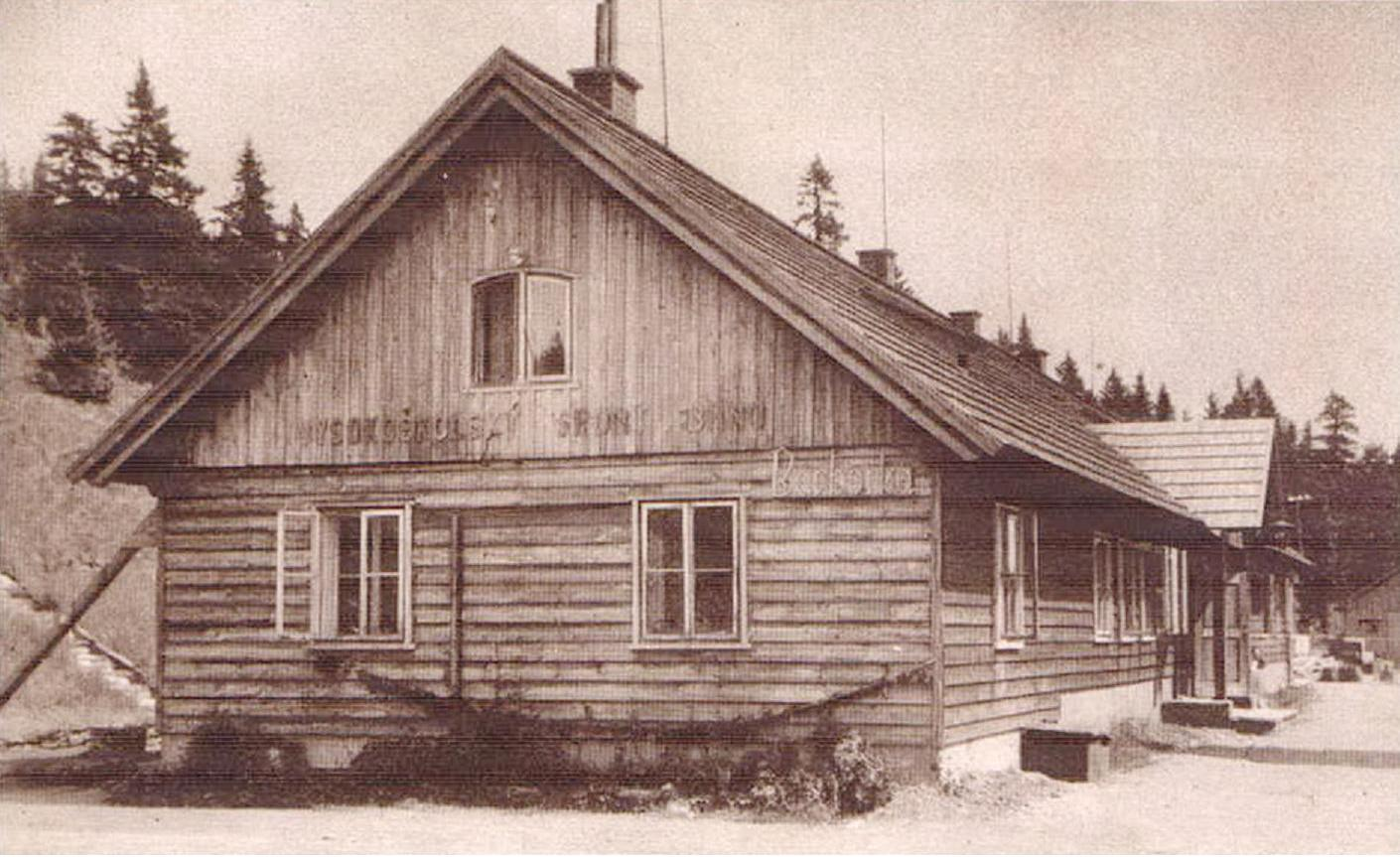
Historyczna chata Barborka (1945 rok)

Chata Barborka to jedno z najmłodszych schronisk turystycznych w okolicy góry Pradziad, bowiem znacznie wcześniej wybudowano znajdujące się blisko niej najstarsze schronisko Wysokiego Jesionika o nazwie Švýcárna. Jego historia sięga czasów II wojny światowej, kiedy to ruch turystyczny uległ znacznemu wygaszeniu. Idąc śladem historii obszaru na którym położona jest Barborka, trzeba stwierdzić, że początkowo tereny stoku góry Pradziad zagospodarowali pasterze do wypasu owiec. Z zapisków historycznych można się dowiedzieć, że z biegiem lat, pasterze ci na tym terenie, stawiali drewniane szałasy pasterskie, służące jako schronienie podczas złej pogody. Zainteresowanie się ludzi terenami górskimi, było powodem stopniowego ich wycofywania się z tych obszarów kosztem napływających – od mniej więcej drugiej połowy XIX wieku coraz to liczniej – turystów. W ich wyobraźni powstała myśl coraz to dłuższych pobytów w otoczeniu górskich krajobrazów, a co za tym idzie problemem ich ulokowania, czyli budową schronisk, potem hoteli, a wreszcie – w niższych partiach gór – pensjonatów.
Powołana 26 kwietnia 1881 roku w Jesioniku (cz. Jeseník) organizacja turystyczna Morawsko-Śląskie Sudeckie Towarzystwo Górskie (niem. Mährisch-Schlesischer Sudetengebirgsverein (MSSGV)) od samego początku jej powołania zaczęła interesować się terenami najwyższych gór Wysokiego Jesionika. W planach tej organizacji były budowy schronisk oraz wież widokowych usytuowanych na szczytach gór. Z jej to inicjatywy wybudowano pierwsze schronisko w tej okolicy, wspomniane wcześniej schronisko Švýcárna. Następnie w miarę zwiększania się liczby turystów, zaczęto zastanawiać się nad rozbudową infrastruktury turystycznej oraz budową następnych obiektów. Trzeba nadmienić, że równolegle z tymi planami zaczęto mniej więcej w tym czasie wytyczać i oznakowywać pierwsze szlaki turystyczne na tych terenach, w celu lepszej orientacji i wygody turystów, oraz stawiać przy nich drewniane wiaty turystyczne, służące do odpoczynku przy długich pieszych wędrówkach lub schronienia się w czasie nagłego załamania pogody. Około 1883 roku w miejscu dzisiejszej chaty Barborka stał drewniany schron pokryty strzechą. Następnie – jak można się dowiedzieć ze starych fotografii okolicy góry Pradziad – w miejscu tym istniała już szopa, którą później adaptowano na stajnię dla koni, które służyły turystom jako środek lokomocji na wysokie połacie gór.
W czasie II wojny światowej, w latach 1942–1943 wybudowano budynek, który służył jako szpital polowy dla oficerów armii niemieckiej. Po zakończeniu działań wojennych parterowy budynek z kilkoma pokojami oraz dwiema sypialniami dostał się w ręce wyższej szkoły sportowej w Brnie oraz jego głównego najemcy Václava Myšáka, który przybył tam z żoną w 1946 roku z Medlova na Wysoczynie. Jako doświadczony wspinacz górski, narciarz i sanitariusz założył jako pierwszy na tym terenie 21 maja 1948 roku Pogotowie Górskie w Jesionikach (cz. Jeseníky), będące początkowo filią pogotowia w Karkonoszach, które składało się z miejscowych górali, amatorów. Fakt ten upamiętnia specjalna tablica pamiątkowa zamontowana przy wejściu do obiektu. Niedługo później członkowie Pogotowia Górskiego brali udział w akcji ratunkowej podczas katastrofy lotniczej 27 lutego 1950 roku na górze Vysoká hole samolotu pasażerskiego typu Douglas DC-3 (Dakota), który rozbił się o górę, przeprowadzając sprawną akcję, która uratowała 26 z 31 pasażerów tego samolotu. W tym czasie, początku lat 50. XX wieku Barborka przeszła pierwszą większą przebudowę, która miała na celu zwiększenie pojemności obiektu, w wyniku potrzeby przyjęcia większej liczby turystów i przystosowania jej do potrzeb schroniska turystycznego. Domek podwyższono o jedno piętro, poddasze adaptowano na dodatkowe pokoje, dobudowano od przodu ganek – przedsionek, adaptowano parter na restaurację oraz z tyłu obiektu urządzono pomieszczenia gospodarcze. Wkrótce schronisko stało się własnością przedsiębiorstwa (cz. ČSTV Ostrava – Sport-turist). W 1954 roku schronisko objął mający doświadczenie w pracy na tego typu obiektach górskich, zarządca schronisk Malina. W czasie jego zarządzania w schronisku wybuchły trzy pożary: sauny, następnie stajni, a później werandy. Następnie Barborkę objął Václav Tolda. W okresie 1966–1973 schronisko przeszło kolejne modernizacje. Wybudowano całą dwupiętrową sekcję za istniejącym wejściem do budynku, rozszerzono werandę, a tym samym poszerzono przestrzeń restauracji. W tym czasie na skutek przejęcia przez wojsko sąsiedniego schroniska Ovčárna, Barborka stała się największym turystycznym obiektem w najbliższym sąsiedztwie Pradziada, do chwili uruchomienia nowo wybudowanego hotelu o nazwie Kurzovní chata.
W związku z budową nowej wieży na szczycie Pradziada wybudowano wkrótce wąską, asfaltową drogę dojazdową na jego szczyt wraz z odgałęzieniem do schroniska Barborka, a tym samym stworzono lepsze warunki dojazdowe do schroniska, do którego jedyny dojazd samochodowy następuje z przełęczy Hvězda. Stało się to powodem wybudowania parkingu dla pojazdów przy schronisku. Pod koniec lat 80. zbudowano wraz z budową hotelu Kurzovní chaty nowe przewody wodociągowe na trasie Pradziad – Baborka – Kurzovní chata. Z początkiem lat 90. XX wieku przystąpiono do budowy oczyszczalni ścieków obsługującej schronisko. W tych latach pod zarządem Šimona Bartfaye Barborka dysponowała 110 miejscami noclegowymi w dwu i trój osobowych pokojach oraz dwoma pokojami wieloosobowymi z sześcioma łóżkami. W historii schroniska trzeba również odnotować datę 4 grudnia 2014 roku, kiedy to około godz. 7:00, w przyległym do schroniska od strony ściany wschodniej garażu wybuchł pożar, który objął również kilka pokoi schroniska. W akcji gaszenia uczestniczyło 7 jednostek straży pożarnej z najbliższych miejscowości. Straty oszacowano na 900 000 Kč. Następnie zniszczony garaż rozebrano, przystępując do remontu zniszczonych pomieszczeń. Obecnie właścicielką schroniska jest Magdalena Fürsterová, a zarządcą Roman Šmahaj. Schronisko obsługują 22 osoby personelu.

## Charakterystyka
Schronisko turystyczne Barborka to nowoczesny obiekt, położony w najatrakcyjniejszej lokalizacji pasma górskiego Wysokiego Jesionika, w pobliżu najwyższych jego szczytów, z jednostronnym widokiem w kierunku góry Petrovy kameny (widoczna jest charakterystyczna szczytowa grupa skalna tej góry) oraz dostępem do wielu form wypoczynku oraz turystyki górskiej. Budynek ma rozbudowaną formę architektoniczną, ustawioną na przybliżonym planie prostokąta w rzucie poziomym o wymiarach (80 × 20) m, przykrytą blachą oraz murowanymi z bloczków kamiennych ścianami w technice muru dzikiego oraz nielicznymi nadbudowaniami ścian z innych materiałów, licowanymi osłonowymi, drewnianymi, poziomymi listwami zewnętrznymi na niemal całej wysokości ścian. Przy ścianie frontowej znajduje się wejście główne w formie oszklonej ściany dobudowanego przedsionka. Na ścianie frontowej, przy zadaszeniu umieszczono napis z nazwą schroniska BARBORKA. Budynek posiada trzy nadziemne kondygnacje: parter i pierwsze piętro zlokalizowane w przestrzeni zewnętrznych ścian nośnych oraz drugie piętro zlokalizowane w przestrzeni ściętego zadaszenia. Bryła budynku została dostosowana do architektury górskiej oraz wkomponowana w taras ziemny na stoku góry Pradziad, na którym umieszczono poza budynkiem również parking schroniska oraz inne dobudówki. Na parterze zlokalizowano restaurację na 50 miejsc z możliwością konsumpcji w sezonie letnim przy ustawionych zewnętrznych stylizowanych trzech stołach z ławami oraz parasolami. Za budynkiem w kierunku wznoszenia się stoku góry wybudowano kamienny mur oporowy również w technice muru dzikiego, zabezpieczający przed osunięciem ziemi. Można dodać, że schronisko jest najpopularniejszym i największym schroniskiem w okolicy góry Pradziad.
Do schroniska prowadzi asfaltowa droga dojazdowa o długości około 250 m z głównej drogi Ovčárenská silnice oraz zlokalizowanego przy przełęczy U Barborky skrzyżowania turystycznego o nazwie U Barborky. Przy schronisku zlokalizowano niewielki parking. Schronisko jest otwarte w godzinach 8:00–23:00. Może ono obsłużyć pobyty zbiorowe firm, wycieczki szkolne, zjazdy oraz pobyty świąteczne i sylwestrowe. Schronisko akceptuje turystów ze zwierzętami domowymi (szczególnie z psami). W schronisku nie ma stacji Pogotowia Górskiego (przeniesiona została po jej założeniu ze schroniska Barborka do Ovčárni, około 700 m na południowy wschód, przy drodze Ovčárenská silnice). Schronisko znajduje się w enklawie obszaru narodowego rezerwatu przyrody Praděd, powstałego w 1991 roku o powierzchni około 2031 ha, będącego częścią wydzielonego obszaru objętego ochroną o nazwie Obszar Chronionego Krajobrazu Jesioniki (cz. Chráněná krajinná oblast (CHKO) Jeseníky), jest zatem punktem wypadowym dla miłośników przyrody i górskiej turystyki pieszej.

## Wyposażenie
- 150 miejsc noclegowych w pokojach: 1-, 2-, 3-, 4-, 5- i 6-osobowych[17][16] (pokoje są zaopatrzone w ciepłą i zimną wodę, natomiast toalety i prysznice znajdują się na korytarzach)[4]
- sauna fińska, masaż[18][16]
- centrum fitness (siłownia)[16]
- stylowa restauracja na 50 miejsc oraz 50 miejsc w jadalni (salonie) przy kominku[4] (otwarta w godzinach 8:00–21:00, z możliwością przedłużenia otwarcia tylko dla turystów schroniska), bufet[13]
- bilard[16], tenis stołowy, gra stołowa w piłkę nożną[18]
- szkółka narciarska[15][16]
- internet[13]

## Turystyka
Zainteresowani pobytem w schronisku powinni się kierować drogami w kierunku:
- Jesionik (cz. Jeseník) – Karlova Studánka – przełęcz Hvězda lub
- Głubczyce – Bruntál – Karlova Studánka – przełęcz Hvězda

Droga Ovčárenská silnice z przełęczy Hvězda to jedyne połączenie drogowe ze schroniskiem. Z uwagi na małą szerokość tej drogi obowiązuje na niej, na odcinku przełęcz Hvězda – Ovčárna ruch wahadłowy, kierowany podnoszonym szlabanem i sygnalizacją świetlną. Możliwość parkingu w dwóch miejscach: przed hotelem (tylko w sezonie letnim) i w Ovčárni. Połączenie autobusowe blisko schroniska na trasie Hvězda – Ovčárna.
Kluczowym punktem turystycznym jest znajdujący się przy schronisku przystanek turystyczny o nazwie (cz. Barborka (tur. ch.)) z podaną na tablicy informacyjnej wysokością 1325 m, przez który przechodzi niebieski szlak turystyczny  oraz ścieżki dydaktyczne. 

### Szlaki turystyczne
Bezpośrednio od schroniska prowadzą dwa szlaki turystyczne na trasach:
 Schronisko Barborka – przełęcz U Barborky – góra Petrovy kameny – Ovčárna – góra Vysoká hole – Velká kotlina – Malá Morávka
 Schronisko Barborka – góra Ostrý vrch – dolina potoku Biała Opawa – Karlova Studánka
Klub Czeskich Turystów (cz. Klub Českých Turistů) wytyczył blisko schroniska trzy szlaki turystyczne na trasach:
 Červenohorské sedlo – góra Velký Klínovec – przełęcz Hřebenová – szczyt Výrovka – przełęcz Sedlo pod Malým Jezerníkem – szczyt Malý Jezerník – góra Velký Jezerník – przełęcz Sedlo Velký Jezerník – schronisko Švýcárna – góra Pradziad – przełęcz U Barborky – góra Petrovy kameny – Ovčárna – przełęcz Sedlo u Petrových kamenů – góra Vysoká hole – szczyt Vysoká hole–JZ – szczyt Kamzičník – góra Velký Máj – przełęcz Sedlo nad Malým kotlem – góra Jelení hřbet – Jelení studánka – przełęcz Sedlo pod Jelení studánkou – góra Jelenka – góra Ostružná – Rýmařov
 Kouty nad Desnou – góra Hřbety – góra Nad Petrovkou – Kamzík – góra Velký Jezerník – przełęcz Sedlo Velký Jezerník – schronisko Švýcárna – góra Pradziad – góra Petrovy kameny – Ovčárna – Karlova Studánka
 Karlova Studánka – dolina potoku Biała Opawa – góra Ostrý vrch – wodospady Białej Opawy – góra Petrovy kameny – Ovčárna – góra Vysoká hole – góra Temná – góra Kopřivná – Karlov pod Pradědem – Malá Morávka

### Ścieżki dydaktyczne
W celu ochrony unikalnego ekosystemu Obszaru Chronionego Krajobrazu Jesioniki wyznaczono w okolicy schroniska ścieżkę dydaktyczną (cz. NS Bílá Opava) o długości około 5,5 km, przebiegającą na trasie o przewyższeniu 550 m:
 Karlova Studánka (Hubert) – dolina potoku Biała Opawa – góra Ostrý vrch – Praded–V – góra Pradziad – schronisko Barborka – U Barborky (z 6 stanowiskami obserwacyjnymi)
Ponadto wytyczono dodatkowo ścieżkę dydaktyczną o nazwie (cz. NS Se skřítkem okolím Pradědu) na trasie:
 Schronisko Barborka – przełęcz U Barborky – góra Pradziad – góra Malý Děd – schronisko Švýcárna

### Szlaki rowerowe
Drogą Ovčárenská silnice przechodzi również szlak rowerowy na trasie:
 Červenohorské sedlo – góra Velký Klínovec – góra Výrovka – Kamzík – góra Velký Jezerník – przełęcz Sedlo Velký Jezerník – schronisko Švýcárna – góra Pradziad – przełęcz U Barborky – góra Petrovy kameny – Ovčárna – przełęcz Hvězda
 podjazd Hvězda – Pradziad: (długość: 9,1 km, różnica wysokości: 632 m, średnie nachylenie podjazdu: 6,9%)

### Trasy narciarskie
W okresie ośnieżenia w okolicy schroniska istnieje możliwość korzystania z tras narciarskich zarówno zjazdowych, jak i biegowych. Dla miłośników narciarstwa zjazdowego zlokalizowano blisko niego, na pobliskich stokach gór następujące trasy ośrodka narciarskiego o nazwie (cz. Sport centrum Figura Praděd – Ovčárna):
| Trasy narciarstwa zjazdowego z wyciągami ośrodka narciarskiego Sport centrum Figura Praděd – Ovčárna |                    |                 |                     |                |                   |                |
| Lp.                                                                                                  | Trasa i oznaczenie | Długość trasy m | Różnica wysokości m | Rodzaj wyciągu | Długość wyciągu m | Stok góry      |
| 1 | 1                  | 760             | 143                 | orczykowy      | 540               | Vysoká hole    |
| 2 | 2                  | 610             | 143                 | orczykowy      | 540               | Vysoká hole    |
| 3 | 3                  | 600             | 125                 | orczykowy      | 590               | Vysoká hole    |
| 4 | 4                  | 600             | 125                 | orczykowy      | 590               | Vysoká hole    |
| 5 | 5                  | 280             | 85                  | orczykowy      | 260               | Petrovy kameny |
| 6 | 6                  | 780             | 173                 | orczykowy      | 650               | Petrovy kameny |
| 7 | Malý Václavák 8    | 150             | 26                  | orczykowy      | 130               | Petrovy kameny |
| 8 | Velký Václavák 7   | 500             | 95                  | orczykowy      | 470               | Pradziad       |

W pobliżu schroniska wytyczono również narciarską trasę biegową o nazwie tzw. (cz. Jesenická magistrála).